# Охотники за нечистью
«Охотники за нечистью» (англ. Special Unit 2, дословно — «Особое подразделение №2») — короткий американский комедийный телесериал ужасов, который был показан на канале UPN в 2001 году. Главные герои сериала работают на секретное подразделение полиции города Чикаго под названием «Особое подразделение 2», чья задача — контроль большого населения мифических существ в городе. Этих существ называют «звеньями».
В 2007 году, канал Sci-Fi начал показывать еженедельные повторы серий. 12 ноября 2007 года состоялся премьерный показ телесериала на русском телеканале ТВ3.

## Сюжет
«Звенья» — общие чудовища из фольклора и мифологии (кроме вампиров, существование которых объявлено нелепым), которые являются затерянным звеном эволюции обезьяны в человека (хотя другие человекоподобные виды также были показаны; например, гаргульи — гуманоидные потомки динозавров). Они прячутся среди людей. Если человек увидит звено, то он просто считает что это иллюзия или галлюцинация, кроме особенно проницательных.
Детектив Ник О’Мэлли и его новая напарница детектив Кейт Бенсон — главные персонажи сериала. Ник — «одинокий волк» и ветеран подразделения. Его поначалу чёрствое и несколько жестокое поведение объясняется потерей предыдущей напарницы (и любовницы) на задании по поимке особо кровожадного звена. Кейт — одна из немногих, кто признаёт существование звеньев, а не ищет более «нормальное» объяснение.
Их начальник — капитан Ричард Пэйдж, который потерял руку на войне и носит деревянный протез. «Связной» подразделения к звеньям — гном-клептоман по имени Карл, язык которого часто доводит его к драке с Ником. За то, что он помогает Нику и Кейт находить своих «собратьев», они закрывают глаза на его бессчётное количество преступлений (в основном, краж и ограблений). Изначально техником подразделения был Шон Рэдмон, которого впоследствии заменил Джонатан.
Среди звеньев встречаются «крутые» гаргульи, гаммельнский крысолов, который пытается зачаровать детей по телевизору, убийственный песочный человек и смертельные медузы, все из которых оказываются преступниками.

## В ролях
| Актёр         | Роль                 |
| ------------- | -------------------- |
| Майкл Лэндис  | Детектив Ник О’Мэлли |
| Алексондра Ли | Детектив Кейт Бенсон |
| Ричард Гэнт   | Капитан Ричард Пэйдж |
| Дэнни Вудберн | Карл                 |
| Шон Уэйлен    | Шон Рэдмонд          |
| Джонатан Того | Джонатан             |

## Список серий
| № | Серия       | Премьера        |
| --- | ----------- | --------------- |
| 1-01 | «Братья»    | 11 апреля 2001  |
| Кейт Бенсон выслеживает похитителей детей и знакомится с Ником О’Мэлли. Похитители оказываются гаргульями. Теперь надо найти их логово до того, как яйца гаргулий вылупятся. |             |                 |
| |             |                 |
| 1-02 | «Стая»      | 18 апреля 2001  |
| В городе орудуют оборотни. Чтобы их выследить, Ник позволяет оборотню укусить себя. |             |                 |
| |             |                 |
| 1-03 | «Обёртки»   | 25 апреля 2001  |
| В грузовик, везущий мумию в музей, ударила молния. Мумия ожила и занялась похищением невест. Сложность её поимки оказалась в том, что она могла менять свой внешний облик. |             |                 |
| |             |                 |
| 1-04 | «Паутина»   | 2 мая 2001      |
| Произошли нападения на парней девушек-пауков. Но и со свидетельницей нападения оказалось не всё чисто. |             |                 |
| |             |                 |
| 1-05 | «Отбросы»   | 9 мая 2001      |
| Жир, оставшийся после отсасывания, ожил и направился на поиски отходов жира. Когда все они оказались съедены, настала очередь людей. Сложности в этом деле у Кейт и Ника оказались из-за Рича, первого напарника Ника, который несмотря на его отстранение решил раскрыть дело. |             |                 |
| |             |                 |
| 1-06 | «Глубины»   | 16 мая 2001     |
| Произошли нападения на девушек. Преступника-ихтиосапиенса Ник убил двумя годами раньше. Выяснилось, что у преступника коллективный разум, управляющий множеством идентичных тел. Кейт заподозрила бойфренда своей сестры.                                                       |             |                 |
| |             |                 |
| 2-01 | «Зерно»     | 3 октября 2001  |
| Прокатилась череда ограблений, совершённых добропорядочными гражданами. Преступник, переселяясь из тела в тело, побуждал жертв делать то, что они сдерживали, и питался адреналином.                                                                                            |             |                 |
| |             |                 |
| 2-02 | «Кожа»      | 10 октября 2001 |
| Серийный убийца, читая мысли своих жертв, принимал чужой облик. Действия преступника напоминали те, которые совершал убийца, убивший Джулию — прежнего напарника Ника. |             |                 |
| |             |                 |
| 2-03 | «Годы»      | 17 октября 2001 |
| 19-летний парень скончалась от старости. |             |                 |
| |             |                 |
| 2-04 | «Невидимый» | 24 октября 2001 |
| Убийцу, отрывающему жертвам головы, могут увидеть только дети. |             |                 |
| |             |                 |
| 2-05 | «Канун»     | 31 октября 2001 |
| Казнённые преступники в Хэллоуин поднялись из могил и захватили заложников в музее. На воскрешение мертвецов из всей звеньев способен только один — король звеньев, и он хочет вернуть то, что у него забрала Джулия.                                                           |             |                 |
| |             |                 |
| 2-06 | «Камни»     | 7 ноября 2001   |
| Человек превратился в камень. Ник получил порцию яда медузы горгоны и тоже стал каменеть. |             |                 |
| |             |                 |
| 2-07 | «Тянутый»   | 14 ноября 2001  |
| Чтобы остановить дракона, недовольного осквернением индейского кладбища, прибегли к помощи того, у кого уже был опыт убийства драконов — Карла. |             |                 |
| |             |                 |
| 2-08 | «Зверь»     | 21 ноября 2001  |
| Серийный убийца Джек-потрошитель похитил Кейт. |             |                 |
| |             |                 |
| 2-09 | «Стена»     | 28 ноября 2001  |
| Кейт пришла в школу на встречу выпускников. Одноклассники до сих пор помнят, как она испортила выпускной сообщением о монстре в стене. А тем временем монстры, недовольные предстоящим сносом школы, вышли из стен и стали нападать на людей.                                   |             |                 |
| |             |                 |
| 2-10 | «Солома»    | 16 января 2002  |
| Рабочие случайно освободили чучело, питающееся страхом. В прошлый раз оно едва не спалило город, а на этот раз направилось на атомную станцию… |             |                 |
| |             |                 |
| 2-11 | «Любовь»    | 30 января 2002  |
| Амур, спасаясь от преследования, случайно опрыскал своими феромонами, заставляющими всех влюбляться, федерального судью. Теперь амура, как источник антидота, следует доставить к судье до окончания суда над известным преступником.                                           |             |                 |
| |             |                 |
| 2-12 | «Крысолов»  | 6 февраля 2002  |
| Прокатилась череда ограблений, совершённых детьми. Поиски организатора преступлений привели к популярному телеведущему. |             |                 |
| |             |                 |
| 2-13 | «Желание»   | 13 февраля 2002 |
| Теперь требуется остановить джина, исполняющего желания. |             |                 |

## Интересные факты
- Штаб-квартира «Особого подразделения 2» находится в заброшенной станции метро под прачечной. В одной серии вооружённый бандит пытается ограбить то, что он считает обычной прачечной. Он не успевает закончить свою угрозу, когда в него уже целится десяток вооружённых переодетых полицейских.
- Основной сюжет сериала был позже использован в британском сериале «Торчвуд».